# Иоанн Кущник
Иоа́нн Ку́щник (греч. Ιωάννης ὁ Καλυβίτης; V век) — христианский святой, почитается в лике преподобных. Его память в Православной церкви совершается 15 (28) января шестеричным богослужением.
Происходил из знатной константинопольской семьи, получил хорошее образование. Получив в дар от родителей Евангелие, тайно ушёл в Вифинию, где принял монашеский постриг. Иоанн прожил в монастыре шесть лет, но, терзаемый воспоминаниями о родителях, вернулся в Константинополь. Он поселился в куще (шалаше) рядом с домом родителей, не был узнан ими и жил как нищий, получая пищу со стола родителей. Перед смертью он открылся родителям, которые узнали его по подаренному ими Евангелию.
Иоанн скончался молодым в 450-х годах и был похоронен в рубище нищего на месте своего шалаша. Над его могилой родителями был построен храм, при котором располагался странноприимный дом. В ходе крестовых походов глава святого Иоанна была вывезена в Безансон (Франция), а остальные мощи — в Рим. Метафрастово житие Иоанна издано в «Патрологии» Миня.